# خوسيه لورينزو ساتورو
خوسيه لورينزو ساتورو (بالإسبانية: José Lorenzo Sartori)‏ هو كاهن كاثوليكي أرجنتيني، ولد في 24 مايو 1932 في كونسبسيون ديل أوروغواي في الأرجنتين، وتوفي في 2 أكتوبر 2018 في بريسدنس روكي ساينز بينيا في الأرجنتين.